# Groupe de NGC 3314B
Le groupe de NGC 3314B comprend au moins 30 galaxies situées dans la constellation de l'Hydre. La distance moyenne entre ce groupe et la Voie lactée est d'environ 66,2 Mpc (∼216 millions d'al).
Le groupe de NGC 3314B fait partie de l'amas de l'Hydre (Abell 1060). L'amas de l'Hydre est l'amas dominant du superamas de l'Hydre-Centaure.

## Membres
Le tableau ci-dessous liste les 30 galaxies du groupe indiquées dans l'article de A.M. Garcia paru en 1993.
| Nom                   | Class.               | Type                  | α (J2000.0)   | δ (J2000.0)  | Vitesse radiale (km/s) | m               | Distance (Mpc)  | Diamètre (kal) |
| --------------------- | -------------------- | --------------------- | ------------- | ------------ | ---------------------- | --------------- | --------------- | -------------- |
| NGC 3305              | E0                   | Elliptique            | 10h 36m 11.7s | -27° 09′ 44″ | 3927 ± 17              | 12,7            | 63,0 ± 4,4      | 97             |
| NGC 3309              | E3                   | Elliptique            | 10h 36m 35.7s | -27° 31′ 06″ | 4075 ± 4               | 11,6            | 65,2 ± 4,0      | 309            |
| NGC 3308              | SAB0^-(s)?           | Lenticulaire          | 10h 36m 22.2s | -27° 26′ 17″ | 3554 ± 3               | 11,9            | 57,5 ± 4,0      | 149            |
| NGC 3314B (PGC 31532) | SA(s)c               | Spirale               | 10h 37m 13.2s | -27° 41′ 06″ | 4641 ± 6               | 13,1            | 73,5 ± 5,2      | 270            |
| NGC 3316              | SB0^0?(rs)           | Lenticulaire          | 10h 37m 37.3s | -27° 35′ 39″ | 3940 ± 8               | 12,7            | 63,2 ± 4,4      | 140            |
| NGC 3336              | SAB(rs)c pec         | Spirale intermédiaire | 10h 40m 17.0s | -27° 46′ 37″ | 4000 ± 7               | 12,2            | 64,1 ± 4,5      | 145            |
| NGC 3285A PGC 31161   | SB(rs)cd?            | Spirale barrée        | 10h 32m 48.8s | -27° 31′ 21″ | 4300 ± 10              | 13,8            | 68,5 ± 4,8      | 83             |
| ESO 437-19            | SB(r)0^+             | Lenticulaire          | 10h 37m 56.2s | -28° 54′ 27″ | 4174 ± 26              | 12,27 ± 0,03    | 66,6 ± 4,7      | 160            |
| ESO 437-21            | SB0(1)               | Lenticulaire          | 10h 38m 10.7s | -28° 47′ 00″ | 3945 ± 11              | 13,97           | 63,2 ± 4,4      | 109            |
| ESO 437-22            | SBbc?                | Spirale barrée        | 10h 38m 17.8s | -28° 53′ 09″ | 4389 ± 6               | 12,36 ± 0,09    | 69,8 ± 4,9      | 129            |
| ESO 437-27            | S0(6)                | Lenticulaire          | 10h 38m 42.5s | -28° 46′ 11″ | 3459 ± 18              | 13,91 ± 0,09    | 56,1 ± 4,0      | 82             |
| ESO 437-38            | S0(4)                | Lenticulaire          | 10h 40m 50.3s | -27° 57′ 58″ | 4493 ± 20              | 12,86 ± 0,09    | 71,3 ± 5,0      | 119            |
| ESO 437-39            | Sb                   | Spirale               | 10h 41m 00.8s | -28° 44′ 26″ | 3740 ± 11              | 14,72 ± 0,09    | 60,2 ± 4,2      | 45             |
| ESO 437-44            | SA(s)c               | Spirale               | 10h 41m 42.3s | -28° 46′ 47″ | 4392 ± 4               | 12,77 ± 0,09    | 69,8 ± 4,9      | 217            |
| ESO 437-8             | S0?                  | Lenticulaire          | 10h 36m 32.5s | -28° 03′ 49″ | 4333 ± 28              | 13,22 ± 0,09    | 69,0 ± 4,9      | 93             |
| ESO 501-10            | S0(7)/a              | Lenticulaire          | 10h 33m 07.5s | -27° 05′ 46″ | 4238 ± 28              | 13,10           | 67,6 ± 4,8      | 166            |
| ESO 501-17            | S0(7)                | Lenticulaire          | 10h 34m 23.8s | -26° 29′ 29″ | 4429 ± 27              | 13,72 ± 0,09    | 70,4 ± 5,0      | 91             |
| ESO 501-20            | SB0                  | Lenticulaire          | 10h 34m 47.7s | -27° 12′ 52″ | 4351 ± 33              | 13,39           | 69,2 ± 4,9      | 90             |
| ESO 501-32            | SBb(r) pec           | Spirale barrée        | 10h 36m 22.2s | -25° 22′ 35″ | 4014 ± 11              | 13,37 ± 0,09    | 64,3 ± 4,5      | 101            |
| ESO 501-35            | SB(r)0^0^?           | Lenticulaire          | 10h 36m 24.8s | -26° 59′ 58″ | 4177 ± 14              | 12,77 ± 0,09    | 66,7 ± 4,7      | 150            |
| ESO 501-49            | SB(s)0(6)            | Lenticulaire          | 10h 37m 20.0s | -27° 33′ 36″ | 4028 ± 14              | 13,01 ± 0,01    | 64,5 ± 4,5      | 66             |
| ESO 501-65            | SB(s)d? pec          | Spirale barrée        | 10h 38m 33.3s | -27° 44′ 15″ | 4414 ± 4               | 12,61 ± 0,05    | 70,2 ± 4,9      | 34             |
| PGC 31371             | S0/a(r)              | Lenticulaire          | 10h 35m 30.8s | -27° 22′ 50″ | 4425 ± 36              | 11,936 ± 0,045a | 70,3 ± 5,0      | 48             |
| PGC 31422             | S0(4)                | Lenticulaire          | 10h 36m 12.9s | -27° 41′ 21″ | 4179 ± 14              | 12,443 ± 0,061a | 66,7 ± 4,7      | 63             |
| PGC 31517             | SB(r)0(1)            | Lenticulaire          | 10h 37m 05.0s | -27° 59′ 12″ | 3983 ± 11              | 14,07           | 11,105 ± 0,029a | 66             |
| PGC 31523             | SBb(rs)              | Spirale barrée        | 10h 37m 07.1s | -27° 52′ 23″ | 4052 ± 14              | 11,955 ± 0,038a | 64,8 ± 4,6      | 38             |
| PGC 31549             | SB(r)0(3)            | Lenticulaire          | 10h 37m 24.7s | -27° 52′ 28″ | 4191 ± 12              | 14,82           | 66,9 ± 4,       | 68             |
| PGC 31550             | Doublon de PGC 31550 |                       |               |              |                        |                 |                 |                |
| PGC 31577             | S0a                  | Lenticulaire          | 10h 37m 40.5s | -27° 03′ 29″ | 4381 ± 24              | 14,75           | 69,7 ± 4,9      | 33             |
| PGC 31766             | ?                    | ?                     | ?             | ?            | ?                      | ?               | ?               | ?              |
| PGC 31776             | S0(4)                | Lenticulaire          | 10h 40m 32.5s | -27° 51′ 40″ | 3992 ± 25              | 11,434 ± 0,037a | 64,0 ± 4,5      | 43             |

- aDans le proche infrarouge.

Le site DeepskyLog permet de trouver aisément les constellations des galaxies mentionnées dans ce tableau ou si elles ne s'y trouvent pas, l'outil du site constellation permet de le faire à l'aide des coordonnées de la galaxie. Sauf indication contraire, les données proviennent du site NASA/IPAC.